# Emilia Galotti
Emilia Galotti è un dramma borghese in cinque atti, scritto da Gotthold Ephraim Lessing e diventato uno dei simboli dell'Illuminismo letterario.
La sua prima messa in scena avvenne all'Opernhaus di Braunschweig il 13 marzo 1772 curata da Karl Theophil Döbbelin, in occasione del compleanno della principessa Filippina Carlotta di Prussia.
Lessing non presenziò alla prima e non assistette nemmeno alle repliche.
L'autore rielabora in questo dramma la leggenda romana di Virginia, narrata da Livio modificandola nei punti chiave. Virginia fu un leggendario personaggio femminile romano, era una bella giovane di famiglia plebea di cui si invaghì il decemviro Appio Claudio, che prima tentò con denaro e lusinghe di corrompere la giovane, già fidanzata la quale tuttavia resistette, poi convinse un suo cliente, Marco Claudio, a sostenere che Virginia fosse una sua schiava. Virginia fu poi uccisa dal padre, che non voleva che la ragazza fosse disonorata.

## Trama
Dopo il suo incontro con la giovane borghese Emilia Galotti, l'assolutistico Principe di Guastalla, Hettore Gonzaga, che se ne è follemente innamorato è convinto di farne la sua amante. Saputo che Emilia sta per sposare il conte Appiani dà pieni poteri al suo ciambellano Marinelli per far saltare le nozze. La carrozza di Appiani ed Emilia, diretta alla cerimonia, viene assalita da una banda di briganti assoldati da Marinelli e il Conte viene ucciso. L'imboscata era programmata nelle vicinanze della villa del Principe: Emilia vi viene condotta e lì viene accolta dal Gonzaga, ignara dell'intrigo dallo stesso tramato.
Alla villa arrivano anche la madre di Emilia e, poco dopo, la contessa Orsina, amante del Principe. Il quale ora, accecato dalla passione per Emilia, la vuol mettere da parte. Orsina incontra Hettore che però la fa allontanare. Gonfia di rabbia, la Contessa, che non vuole lasciare la villa, incontra Odoardo Galotti, padre di Emilia, e gli rivela alcuni aspetti del vile complotto posto in atto dal Marinelli per ordine del principe. In un primo momento Odoardo vorrebbe uccidere il Principe, ma è disarmato, la stessa Orsina allora gli dà un pugnale. Ma il padre di Emilia esita e presto abbandona l'idea della vendetta.
Nel frattempo, per raggiungere il suo scopo, il Principe, sempre su consiglio di Marinelli, prospetta di allontanare Emilia dai suoi genitori e progetta una sistemazione forzata della ragazza dai Grimaldi, la famiglia del suo cancelliere.
Emilia, offesa e disperata dall'inaccettabile situazione creatasi, provoca suo padre e infine gli chiede di toglierle la vita.
A quel punto il padre Odoardo la pugnala e alla sua esclamazione «Dio, che cosa ho fatto!» Emilia pronuncia le sue ultime parole: «Eine Rose gebrochen, ehe der Sturm sie entblättert» , ossia: «Ha appena spezzato una rosa, prima che la tempesta la sciupasse».
Quando entrano il Principe e Marinelli nella sala e scoprono il fatto con orrore, Odoardo confessa e si mette nelle mani del Gonzaga, aspettando giudizio.
Quest'ultimo, da buon codardo, attribuisce al suo ciambellano la responsabilità della tragedia e lo caccia in esilio.

## Divisione in atti

### Atto primo
Scena 1: il principe si trova nel suo ufficio (gabinetto) e dimostra superficialità rispetto ai suoi doveri e ignora la lettera della sua ex amante, Orsina. Si mostra incline a soddisfare i desideri di una certa Emilia Bruneschi solo perché porta il nome di battesimo della sua amata Emilia Galotti.
Scena 2: Entra il pittore Conti, che porta al principe i ritratti che aveva commissionato tra cui il ritratto della Contessa Orsina, del quale non si ricorda perché non è più innamorato di lei “Ah, è vero!...È che la commissione ve l'ho data da un bel po' di tempo..”
Scena 3: È un monologo del principe. Lessing, con la voce del principe esprime una riflessione sui limiti dell'arte figurativa in quanto può rappresentare un solo momento, mentre l'arte della scrittura può rappresentare un personaggio a tutto tondo “Ma il suo ritratto non è lei…”
Scena 4: Conti fa vedere il ritratto di Orsina al Principe essendo già consapevole dei limiti dell'arte figurativa, ma il Principe osserva che Orsina è molto più bella nel ritratto che di persona, poiché ella ha sempre un'aria sprezzante e superba che nel ritratto non appare “Voi avete mutato la superbia in dignità, il sarcasmo in sorriso, la tendenza alle tetre esaltazioni in un'aria di dolce malinconia..”
Conti si giustifica dicendo che dovendo rappresentare una dama di corte aveva il dovere di rappresentarla al massimo della sua bellezza, inoltre egli l'aveva dipinta con occhi da innamorato, quali erano quelli del Principe quando aveva commissionato l'opera “Noi dipingiamo con occhi da innamorati, e solo occhi innamorati dovrebbero giudicarci”.
Conti mostra poi al Principe un altro ritratto che raffigura Emilia Galotti. Il Principe rimane folgorato dalla sua bellezza e rivela a Conti di averla incontrata durante una festa e le volte successive in luoghi sacri. Conti, parlando della sua opera, riconosce i limiti della materia "Ah, potessimo dipingere direttamente con gli occhi! Quanto va perso nel tragitto che va dall'occhio al braccio e poi al pennello di un pittore!"
In seguito Conti descrive Emilia, senza connotati, ma solo con sostantivi: Lessing così rompe i limiti della scrittura per lasciare al lettore tutta l'immaginazione. Conti aveva interpretato a suo modo il ritratto di Emilia siccome l'aveva copiato nel suo studio dal quadro originale, potendo così ipotizzare la rottura dei limiti della materia tramite l'idealizzazione del modello. Il principe decide di comprare sia il ritratto di Emilia che quello di Orsina ma il primo rimarrà nel suo studio, siccome ne è geloso, mentre il secondo starà esposto in galleria con una ricca cornice.
Scena 5: Si tratta di un monologo del principe nel quale egli, possedendo il ritratto di Emilia, vede concretizzarsi la possibilità di conquistarla tuttavia riconosce che potrebbe risultare difficoltoso a causa della costante frequenza di Emilia in chiesa.
Scena 6: Arriva Marinelli, un marchese che lavora per il principe, per raccontare le novità di corte. Marinelli è un personaggio intrigante, ovvero sembra agire per conto del padrone ma le sue azioni sono guidate da interessi personali. Il principe rivela che si sposerà a breve per motivi politici e usa il matrimonio come scusa per troncare la relazione con Orsina, pur sapendo che alla contessa non importerebbe niente della moglie, dati i motivi di interesse politico.
Marinelli rivela al principe le nozze del Conte Appiani senza però prestare attenzione al nome della sposa, siccome era una borghese senza dote. In seguito rivela trattarsi di Emilia Galotti e il principe, incredulo, ammette il suo amore per la ragazza e si dichiara intenzionato a impedire le nozze che dovrebbero avvenire il giorno stesso. Il principe accetta di dare a Marinelli carta bianca, così il marchese escogita un piano: proporrà ad Appiani un incarico prestigioso solo a condizione che parta il giorno stesso per Massa e lascia intendere di avere un altro piano nel caso in cui Appiani rifiutasse. Intanto suggerisce al Principe di recarsi alla sua villa di Dosolo, per non destare sospetti.
Scena 7: Il Principe si dispera pensando alle nozze di Emilia, parla rivolgendosi al ritratto e ha paura che il piano di Marinelli non vada a buon fine. Così decide di recarsi in chiesa dove spera di incontrare Emilia. Viene annunciato Camillo Rota, un consigliere borghese del principe.
Scena 8: Il principe ripete l'azione come nella prima scena, guidato solo dall'ossessione per Emilia. Rota gli sottopone anche una sentenza di morte alla quale il principe non dà peso “Volentieri. Datemela qua, presto…”. Rota vedendo questa superficialità finge di non averla con sé. In questo episodio Lessing vuole paragonare il principe al duca, perché allo stesso modo non danno valore alla vita umana, al contrario Rota, essendo borghese, ha più coscienza.

### Atto secondo
Scena 1: Si svolge in casa Galotti, classico ambiente borghese. L'arrivo di Odoardo Galotti è annunciato alla moglie Claudia dal servo Pirro.
Scena 2: Claudia e Odoardo non abitano insieme: lei vive in città con la figlia così da permetterle di frequentare un ambiente più raffinato, lui invece vive in campagna. Odoardo dimostra di non conoscere la figlia perché è convinto che lei sia a farsi bella, quando in realtà è a messa perché sentiva la necessità di “…farsi bella l'anima […] Oggi più che in ogni altro giorno, ho da implorare grazia a Dio.”. Odoardo si mostra sospettoso perché la figlia è uscita da sola mentre Claudia lo rassicura.
Scena 3: Angelo, un servitore di Marinelli, va a parlare con Pirro. I due sembrano conoscersi per crimini precedenti. Angelo cerca di avere informazioni sul matrimonio e suggerisce a Pirro di non fermarsi durante il tragitto per Sabbioneta e di non voltarsi qualsiasi cosa accada. Il nome “Angelo” è l'esatto contrario della sua personalità. L'intrigo si svolge all'interno delle mura di casa Galotti.
Scena 4: Odoardo accusa Claudia di voler vivere in città solo per se stessa, poiché è attratta dalla mondanità e dalla corte, ma lei si giustifica sostenendo che è solo grazie a questa sua scelta che Emilia ha potuto incontrare il conte Appiani. Odoardo dimostra di apprezzare il futuro genero, soprattutto perché porterà Emilia a vivere in campagna, Claudia invece è contraria. Claudia rivela fieramente al marito che il Principe ha mostrato interesse per la figlia durante una festa; Odoardo, incredulo, non reagisce e va via pur sospettando il pericolo perché non riesce a confrontarsi con la realtà e non capisce l'intrigo.
Scena 5: Monologo di Claudia, critica il marito definendolo troppo sospettoso nei confronti dell'approccio tra il Principe e Emilia.
Scena 6: Emilia arriva trafelata a casa e va incontro a Claudia sconvolta. Racconta alla madre che uno sconosciuto (es) si è approcciato a lei in chiesa sussurrandole parole d'amore e pregandola di non sposarsi. Alla fine della battuta, Emilia rivela che si tratta di un uomo: il principe. Claudia si rallegra del fatto che il marito non sia lì, siccome si era già mostrato sospettoso nei confronti del principe. Emilia vorrebbe dire la verità al conte Appiani per cercarne la protezione, ma la madre la svia dicendole che aveva male interpretato le parole del principe e che era inutile far preoccupare il conte. Lessing così mette in evidenza il linguaggio di corte, rendendo pubblico l'ingannevole modo di fare dei nobili e i loro trucchi permettendo così al popolo e ai borghesi di mettere in discussione la corte “In questo linguaggio niente equivale a tutto, e dire tutto è come se si dicesse niente.”.
Scena 7: Appiani si reca a casa Galotti. Il conte considera Odoardo un modello di virtù e allo stesso modo è innamorato di Emilia solo perché ama i suoi valori nobili, vuole infatti sposare un modello ideale. È inoltre innamorato della prima immagine che ha di Emilia “Nel pensiero non vi vedo che così, e anche quando non vi vedo così, vi vedo allo stesso modo.. sempre..”. Emilia decide quindi di vestirsi per il matrimonio allo stesso modo di quando ha conosciuto Appiani.
Scena 8: Appiani è inquieto perché è “..ancora ad un passo dalla mèta..” cioè dallo sposare Emilia. È preoccupato perché dovrebbe andare ad avvertire il principe del suo matrimonio. Claudia, pur sapendo dell'incontro in chiesa tra Emilia e il Principe, non lo avverte.
Scena 9: Pirro annuncia l'arrivo di Marinelli, che vuole incontrare Appiani. Claudia esce.
Scena 10: Marinelli invita Appiani alla missione affidategli dal principe. Egli però rifiuta poiché non vuole rimandare il matrimonio. Marinelli non riesce a concepire che Appiani non voglia seguire ciecamente il principe e arriva ad insultare la famiglia Galotti, per la loro condizione sociale. Appiani si infervora e accetta di risolvere la questione con un duello ma Marinelli con delle scuse lo rinvia intimorito.
Scena 11: Claudia si informa su cosa sia successo tra il Marchese e il Conte, ma Appiani la tranquillizza e le dice che non dovrà più andare dal Principe. Claudia è sollevata così non scoprirà mai quello che è successo in chiesa.

### Atto terzo
Scena 1: Dosolo, villa del Principe. Il Principe rimprovera Marinelli che non è riuscito a impedire le nozze ma il marchese gli dice che avrebbe persino sacrificato la sua vita per adempiere ai suoi doveri (intrigante), mente raccontando che è stato Appiani a rimandare il duello. Il principe da un'altra versione dell'incontro con Emilia in chiesa, durante il quale lei si sarebbe dimostrata disponibile. Intanto sentono uno sparo, e Marinelli finalmente rivela il suo vero piano, che prevede una finta imboscata con il fine di condurre Emilia alla villa di Dosolo. C'è una teioscopia quando Marinelli vede l'arrivo di Angelo a cavallo dalla finestra.
Scena 2: Angelo riferisce a Marinelli l'esito dell'imboscata: un loro compagno è morto per mano di Appiani, che è stato a sua volta ferito e probabilmente ucciso da Angelo. Marinelli però vorrebbe esserne sicuro.
Scena 3: Il principe è inquieto per l'imminente arrivo di Emilia, non sa come trattenerla e Marinelli gli consiglia l'arte del persuadere, a questo il principe ammettere di non aver avuto successo con la ragazza in Chiesa e decide di non essere presente quando Emilia sarebbe arrivata.
Scena 4: Emilia viene portata nella villa dal servo Battista, è agitata e vuole andare a cercare sua madre e il conte ma Marinelli la tranquillizza informandola che si trova nella villa del principe e che egli ha appena inviato i soccorsi per sincerarsi dell'incolumità di Claudia e di Appiani.
Scena 5: Il principe incontra Emilia e cerca di rassicurarla. Lei è molto agitata così lui si scusa per il suo comportamento in chiesa con un linguaggio vuoto e disonesto. Alla fine esorta Marinelli a seguirli ma il marchese, che conosce il codice della corte, capisce che deve fare esattamente il contrario.
Scena 6: Battista annuncia a Marinelli l'imminente arrivo di Claudia. Lui è preoccupato perché teme che Claudia abbia capito l'intrigo tuttavia sa che non può fare altro che riceverla. Infine Claudia entra e Battista esce.
Scena 7: Claudia viene accolta nella villa da Battista e chiede di vedere subito Emilia, Battista scaccia i curiosi.
Scena 8: Claudia arriva e quando vede Marinelli capisce l'intrigo. Infatti il Conte aveva fatto il nome di Marinelli prima di morire; Claudia non riesce a descriver il tono con cui Appiani pronuncia il nome, Lessing lascia di nuovo libera interpretazione al lettore, come nel caso del ritratto di Emilia. Quando Claudia capisce di essere in casa del principe si agita, perché vuole proteggere sua figlia; accusa Marinelli di essere il mandante degli assassini, soprattutto di non avere avuto il coraggio di uccidere con la sua stessa mano. Infine sente la voce di Emilia e corre verso di lei.

### Atto quarto
Scena 1: Stessa scena. Marinelli comunica al principe la morte di Appiani, e lui sconvolto incolpa il marchese, nonostante gli avesse dato carta bianca. Il principe teme di essere collegato a questo delitto. Marinelli però, da buon intrigante, convince il principe di non aver assolutamente desiderato la morte del conte, e che lui sarebbe stato l'unico a trarne vantaggio. Racconta poi la sua versione dei fatti, cioè che l'uccisione di Appiani non è stata che legittima difesa. Il principe allora inizia a rallegrarsi per la morte del conte e mostra nuovamente superficialità nei confronti della vita umana. Marinelli inoltre fa notare al principe che egli stesso si è compromesso rivelando i suoi sentimenti a Emilia la mattina in chiesa, altrimenti infatti nessuno avrebbe potuto sospettare di lui. Il principe è costretto ad ammettere che è vero.
Scena 2: Inaspettatamente Battista annuncia l'arrivo della contessa Orsina. Il principe è sconcertato e non vuole vederla, così Marinelli si prende l'onere di riceverla facendo nascondere il principe.
Scena 3: La contessa Orsina entra nella villa del principe, dove la accoglie Marinelli. È infuriata, perché nessuno l'ha ricevuta a dovere. Spiega a Marinelli che nella lettera da lei inviata la mattina stessa al principe, aveva chiesto udienza al principe a Dosolo. Era stata poi informata che il principe era partito un'ora dopo per la campagna e pensava che fosse una risposta alla sua richiesta. Marinelli rivela alla contessa che la lettera non è mai stata aperta e che il principe si trova a Dosolo per altri motivi. Orsina insiste per vederlo, anche se immagina di essere già stata sostituita da un'altra donna. Dopo una lunga discussione Orsina si impone e incontra il principe.
Scena 4: Il principe, vedendo Marinelli messo alle strette da Orsina, corre in suo aiuto, liquidando la contessa in una sola battuta, sostiene di essere occupato e in compagnia, va via. “Io sono occupato eppoi non sono solo.”
Scena 5: Orsina è sconcertata dall'indifferenza del principe e vuole sapere da Marinelli di chi è invaghito il principe. Marinelli decide di raccontarle parte di quello che è successo, egli rivela che il principe sta consolando la promessa sposa del defunto conte Appiani. Quando rivela l'identità della sposa, Orsina capisce l'intrigo contro Appiani, in quanto i suoi informatori avevano sentito il dialogo in chiesa tra il principe e Emilia. Orsina accusa il principe di essere un assassino e Marinelli di essere suo complice. Mentre la contessa sta per uscire, incrocia sulla soglia Odoardo che entra precipitosamente.
Scena 6: Odoardo essendo venuto a conoscenza di ciò che è successo, chiede di vedere la figlia ma Marinelli temporeggia con la scusa di doverlo annunciare al principe, dati i loro passati contrasti. Orsina intanto non vuole essere accompagnata alla sua carrozza e Marinelli teme di lasciarla da sola con Odoardo per paura che ella riveli l'intrigo. Costretto però a farlo, mente a Odoardo dicendogli che Orsina è mentalmente instabile.
Scena 7: Orsina, rimasta sola con Odoardo, gli rivela l'incontro in chiesa tra Emilia e il principe e gli racconta l'intrigo ai danni della figlia e del conte Appiani. Gli dà un pugnale esortandolo a vendicarsi poiché lei non può farlo essendo una donna. Confida anche di avere del veleno ma non lo dà ad Odoardo perché il veleno è arte delle donne.
Scena 8: Nella stessa scena arriva Claudia che vede il marito. Odoardo le dice di essere a conoscenza di tutto e decide di rimanere nella villa con Emilia e di far andare via Claudia con la contessa Orsina.

### Atto quinto
Scena 1: Stessa scena. C'è una teioscopia perché Marinelli guarda Odoardo dalla finestra, cercando di tranquillizzare il principe, dice che lo vede molto calmo e che sicuramente vorrà ringraziare il principe per essersi preso cura della figlia e della moglie. Il principe è sospettoso e teme che Odoardo porti via Emilia e che magari la chiuda in un convento. Marinelli lo rassicura accennando ad un piano nel caso in cui il principe avesse ragione.
Scena 2: Si tratta di un monologo di Odoardo nel quale lui esprime la volontà di vendicare Appiani ma senza uccidere il principe, egli preferisce che venga corroso dal senso di colpa.
Scena 3: Marinelli incontra Odoardo che dice di aver mandato via la contessa e sua moglie, inoltre esprime la volontà di non far tornare Emilia a Guastalla e vuole portarla con sé. Marinelli cerca di dissuaderlo e va a chiamare il principe perché decida.
Scena 4: Odoardo rimane da solo e fa un monologo. È infuriato perché nessuno ha il diritto di dirgli dove può portare sua figlia: “Mai e poi mai.. Prescrivere a me dove Emilia deve andare?”
Scena 5: Odoardo incontra il principe e manifesta l'intenzione di chiudere Emilia in un convento. Il principe fingendosi innocente cerca di trovare il movente dell'accaduto ipotizzando che il mandante sia un rivale in amore di Appiani. In questo caso la famiglia Galotti dovrebbe essere interrogata da un giudice ma prima di allora dovrebbe restare separata. Il principe propone così di mandare Emilia dal cancelliere Grimaldi, Odoardo così non può fare altro che acconsentire ma ottiene di poter vedere la figlia prima di essere separati.
Scena 6: Odoardo fa un altro monologo e non sa come comportarsi per aiutare la figlia. Ipotizza anche che lei sia complice di questa farsa così è costretto ad andarsene quando la vede arrivare ed è costretto a restare.
Scena 7: Emilia incontra il padre. Odoardo è sconcertato dalla strana calma della figlia di fronte alla situazione e le comunica che deve andare dal cancelliere Grimaldi. Lei si oppone perché nella sua precedente visita al cancelliere aveva notato che era un luogo pieno di tentazioni che aveva fatto fatica a reprimere nonostante le sue virtù. Si sconvolge di come il padre possa pretendere una cosa del genere da lei, allora lui le mostra il pugnale con il quale voleva uccidere Marinelli o il principe. Emilia sconvolta dall'idea che il padre possa mandarla in pasto alle tentazioni cerca di trafiggersi ma Odoardo la ferma. Emilia lo prega di ucciderla “È vero, un tempo ci fu un padre che pur di salvare la figlia dal disonore le immerse nel petto il primo ferro che trovò.. e con questo le donò per la seconda volta la vita.”
Allorché Odoardo la trafigge.
Scena 8: Arrivano il principe e Marinelli e fanno appena in tempo a vedere Emilia che muore. Odoardo confessa di averla uccisa e istiga il principe: "Ed ora, principe! Vi piace ancora? Eccita ancora i vostri desideri? Ancora, in questo sangue, che grida vendetta contro di voi?".
Odoardo decide di consegnarsi alla giustizia e di non suicidarsi: "Vado, e aspetto voi, come giudice.. E poi... Un giorno, lassù... Vi aspetto dinnanzi al giudice di noi tutti!”.
Il principe non lo uccide per non mischiare il sangue di Emilia con quello del padre, finge fino all'ultimo innocenza e lo manda via “Vattene, t'ho detto! Dio! Non basta che per sventura di tanti i principi siano uomini: bisogna anche che dei demoni si nascondano tra i loro amici?".

## Curiosità
- Nel finale del romanzo di Johann W. Goethe I dolori del giovane Werther accanto al corpo del protagonista suicida viene trovata una copia di Emilia Galotti.
- Max Stirner cita  Emilia Galotti nel libro L'unico e la sua proprietà (pag. 64 e 338 ed. Adelphi).
- Friedrich Dürrenmatt cita Emilia Galotti  nel libro La guerra invernale nel Tibet (Pag 63. Ediz. Adelphi 2017).